# Andrea Poggi
Andrea Poggi (Montignoso, 31 luglio 1966) è un allenatore di calcio ed ex calciatore italiano, di ruolo difensore, tecnico della Sambonifacese.

## Carriera

### Calciatore
Giocava nel ruolo di terzino. Cresciuto nel Torino, inizia la carriera professionistica nella Torres con cui vince subito il campionato di serie C2. Con la squadra sarda, in cui milita anche un giovanissimo Gianfranco Zola, resta una sola stagione in cui totalizza 30 presenze senza segnare mai. L'anno dopo gioca in serie C1 con la Reggiana mettendo a segno un gol in 20 presenze. Nel 1988-89 debutta in serie B con il Cosenza, guidato da Bruno Giorgi nelle cui file militano pure Michele Padovano, Alberto Urban e Giorgio Venturin. Con la squadra rossoblù disputa 20 partite e segna un gol con un gran tiro dal limite (contro il Messina al San Vito). Nonostante il buon campionato disputato nella compagine calabrese, l'anno dopo riparte dalla C1, vestendo la maglia del Venezia con cui gioca quattro stagioni e mezzo, due di C1 (con una promozione ottenuta nell'annata 1990-91) e tre di B. Nella formazione lagunare gioca con grande continuità andando via a novembre del 1993 dopo aver messo a segno 4 reti in 141 partite di campionato. La sua carriera infatti arriva ad una svolta importante poiché lo ingaggia l'Atalanta dell'emergente tecnico Cesare Prandelli che lo fa esordire in serie A. Con i nerazzurri scende in campo in 14 occasioni terminando il campionato 1993-94 con una brutta retrocessione. L'anno seguente torna a giocare nel Cosenza, disputando 25 partite tra i cadetti, ma a fine stagione non viene riconfermato. La sua carriera tra i professionisti finisce qui. Successivamente continuerà a giocare nel Caerano, club veneto dilettantistico.

### Allenatore
Dal 2001 al 2010 ha allenato San Polo di Piave, Casalserugo, Vigontina e Albignasego.
Nel febbraio 2013 ha sostituito Patrizio Minozzi alla guida del Caldiero Terme in Eccellenza.
Dal dicembre 2013 è alla guida della Sambonifacese in Serie D.

## Palmarès

### Giocatore

#### Competizioni nazionali
- Serie C2: 1

Torres: 1986-1987